# Mauritiusi boa
A mauritiusi boa (Bolyeria multocarinata) a hüllők (Reptilia) osztályába a  pikkelyes hüllők (Squamata) rendjébe és a kígyók (Serpentes) alrendjébe tartozó mauritiuszi boafélék (Bolyeriidae) családjába tartozó Bolyeria nem egyetlen faja volt.

## Elterjedése
A Mauritiushoz tartozó Kerek-szigeten volt honos. A 19. században a sziget trópusi erdeiben elterjedt fajnak számított.

## Megjelenése
Hossza nagyjából 1 méter volt. Bőre barna színű volt, miáltal jobban beleolvadt környezetébe.

## Életmódja
Kisebb emlősökkel táplálkozott. A többi kígyótól eltérően a földi életmódhoz alkalmazkodott.

## Természetvédelmi helyzete
A 19. században betelepített kecskék és nyulak ellenség hiányában letarolták a szigetet, így a fajnak nem maradt rejtőzködőhelye és áldozatul esett a vadászoknak.